# Philip Röhe
Philip Röhe (* 25. April 1994 in Ochtrup) ist ein deutscher Fußballspieler, der vorwiegend als Rechtsverteidiger eingesetzt wird.

## Karriere
Röhe begann in seiner Heimatstadt mit dem Fußballspielen bei Arminia Ochtrup, ehe er 2008 mit 14 Jahren in die C-Jugend vom FC Eintracht Rheine wechselte. Dort und in der Regionalauswahl wurde er vom damaligen Münsteraner Jugendtrainer Nils Drube entdeckt, der ihn in die U-17-Mannschaft von Preußen Münster holte, die zu diesem Zeitpunkt in der U-17-Bundesliga spielte. In der Saison 2011/12 rückte er dann in die A-Jugend auf, die zuvor in die A-Junioren-Bundesliga aufgestiegenen war. Röhe kam auf 15 Einsätze und konnte mit der Mannschaft den Klassenerhalt erreichen. 2012/13 absolvierte er insgesamt 23 Spiele, konnte als Kapitän den Abstieg in die Verbandsliga aber nicht verhindern.
Nachdem Röhe schon seit 2012 ein- bis zweimal pro Woche in der Profimannschaft von Preußen Münster mittrainierte und zu zwei Einsätzen im Westfalenpokal kam unterschrieb er 2013 seinen ersten Profivertrag über zwei Jahre. Am 12. Spieltag der Saison 2013/14 debütierte er nach seiner Einwechslung beim 4:0-Auswärtssieg gegen den Chemnitzer FC in der 3. Liga. Es blieb sein einziger Profieinsatz, in der Folgezeit kam er wieder in der U23-Mannschaft zum Einsatz. Im Sommer 2015 verließ Röhe die Preußen und kehrte zu seinem Jugendverein FC Eintracht Rheine zurück.
Bei der Eintracht hat er einen Vertrag bis zum Sommer 2019.